# Французько-азербайджанський університет

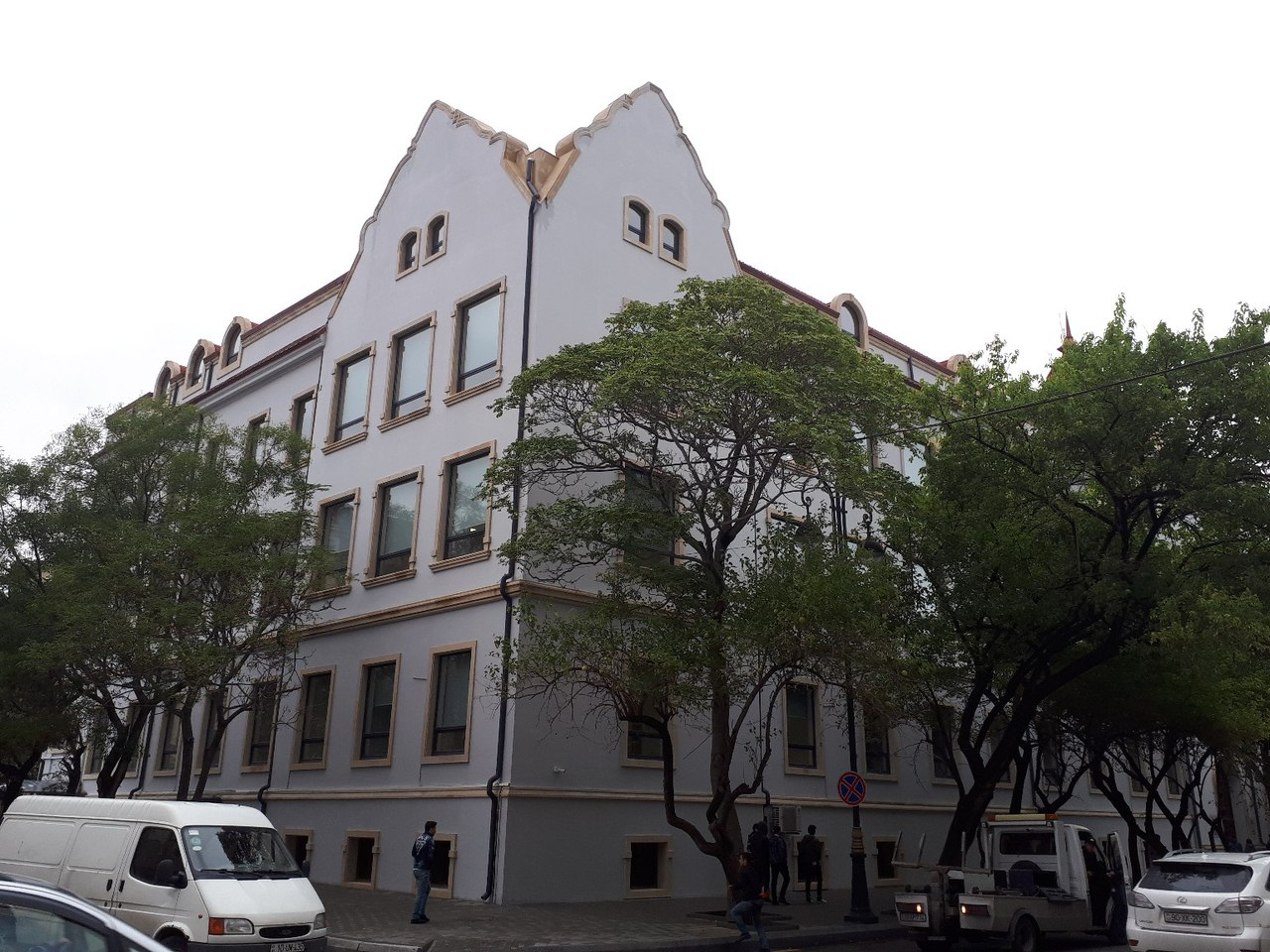
Будівля UFAZ на вулиці Нізамі

Французько-азербайджанський університет або UFAZ (азерб. Fransa-Azərbaycan Universiteti, фр. L'Université franco-azerbaïdjanaise) — спільний проєкт французько-азербайджанського університету під керівництвом Страсбурзького університету і Азербайджанського державного університету нафти і промисловості (АДУНП), створений за ініціативою президента Азербайджану Ільхама Алієва і президента Франції Франсуа Олланда.

## Історія
12 травня 2014 року, в ході візиту президента Франції Франсуа Олланда до Азербайджану, міністри освіти Франції та Азербайджану підписали лист про наміри щодо співпраці між університетами.
Наступну угоду підписали міністри освіти обох країн 25 квітня 2015 року під час чергового візиту Франсуа Олланда до Азербайджану. 15 травня того ж року пропозицію про співпрацю схвалив Президент Азербайджанської Республіки за указом № 1242, а 9 червня 2016 року Ільхам Алієв підписав розпорядження про реалізацію проєкту спільного азербайджано-французького університету.
15 вересня 2016 року пройшла церемонія відкриття UFAZ у присутності міністра освіти Азербайджану Мікаїла Джаббарова і посла Франції в Азербайджані Аурелії Буше. Перший рік навчання пройшов у головному корпусі Азербайджанського державного університету нафти і промисловості, розташованому на проспекті Азадлиг.
11 січня 2017 року UFAZ відвідали Державний секретар Франції з питань розвитку та франкофонії Жан-Марі Ле Гуен, Мікаїл Джаббаров і президенти Страсбурзького університету й Університету Ренн I.
15 вересня 2017 року пройшла церемонія відкриття нового навчального корпусу університету в історичній будівлі 20-го століття, розташованій на вулиці Нізамі 183, відремонтованій за розпорядженням Міністерства освіти Азербайджану. Церемонію відкриття відвідали: міністр освіти Мікаїл Джаббаров, ректор Азербайджанського державного університету нафти і промисловості Мустафа Бабанли, державний секретар при міністрі у справах Європи та закордонних справ Французької Республіки Жан-Батист Лемуан, генеральний директор відділу досліджень та інновацій Міністерства вищої освіти та наукових досліджень Франції Ален Беретс, посол Франції в Азербайджані Аурелія Буше, віцепрезидентка Страсбурзького університету Іріні Жакобергер, президент Фонду хімічних досліджень Франції Бернар Меньє та інші.

## Навчання
Для вступу в UFAZ абітурієнти мають скласти вступний іспит, який щорічно організовується в Баку, в липні, Страсбурзьким університетом. До іспиту допускаються ті, хто набрали 500 і більше балів з 700 за тестовими іспитами I групи, що проводяться Державним екзаменаційним центром (ДЕЦ).
Навчання в UFAZ проходить англійською мовою за програмою бакалавратуСтрасбурзького університету і Університету Ренн I за спеціальністю «Нафтова і газова промисловість».
Через те, що у Франції курс бакалаврату триває 3 роки, а в Азербайджані — 4 роки, перший рік навчання UFAZ є підготовчим. Викладацький склад складається з французьких і місцевих професорів. Випускники після закінчення навчання отримують азербайджанський (АГУНП) і французький (Страсбурзький університет або Університет Ренн 1) дипломи.
На даний момент в UFAZ-і діють 4 спеціальності: хімічна інженерія, геофізична інженерія, комп'ютерні науки, а також нафтогазова інженерія.
Більше 80 % студентів UFAZ є стипендіатами, які здобувають освіту на безоплатній основі завдяки фінансовій підтримці уряду Азербайджану.
На 2020/2021 навчальний рік UFAZ планує відкрити нові магістерські програми в таких галузях: хімічна інженерія / фізична хімія, геонауки та прикладні комп'ютерні науки (великі дані і штучний інтелект).